# Томас Курц
Томас Курц (англ. Thomas Eugene Kurtz) — один із розробників сімейства високорівневих мов програмування BASIC (скорочення від англ. Beginner 's All-purpose Symbolic Instruction Code — універсальний код символічних інструкцій для початківців; англ. basic — основний, базовий).
Ступінь доктора філософії отримав у 1956 у Принстонському університеті під науковим керівництвом Джона Тьюкі, у цьому ж році перейшов на роботу на математичний факультет Дармутського коледжу. На початку — середині 1960-х спільно з Джоном Кемені розробив мову програмування BASIC і DTTS — систему поділу часу для PDP-1 — першу успішну великомасштабну реалізацію концепції поділу часу.
У 1991 нагороджений медаллю «Піонер комп'ютерної техніки», а з 1994 — Фелл Асоціації обчислювальної техніки.